# Riō

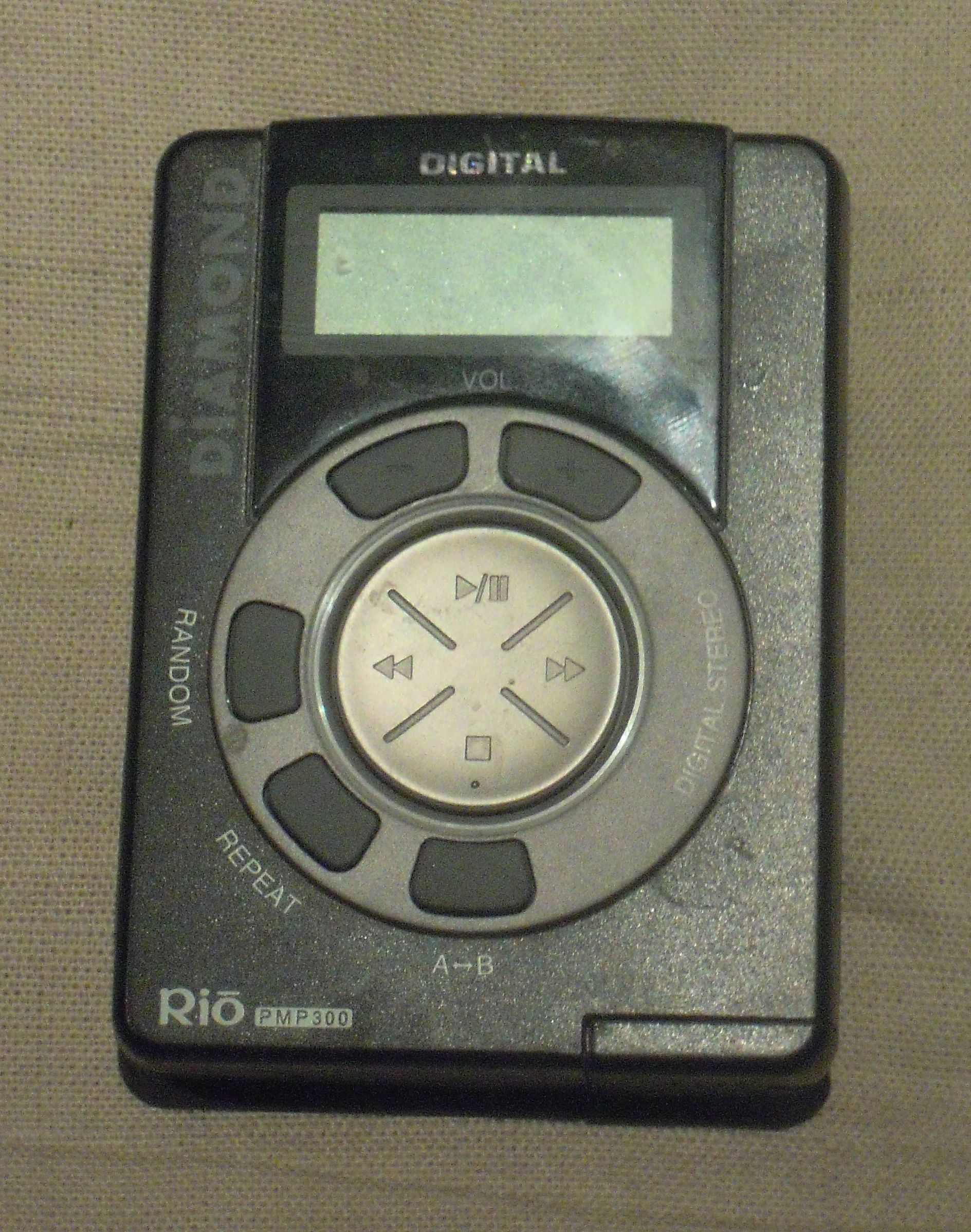
Rio PMP300

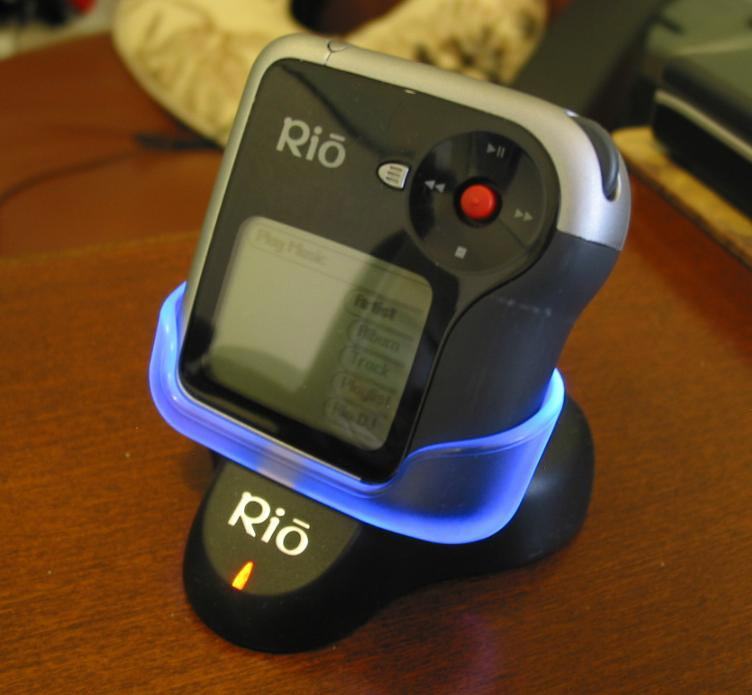
Rio Karma w stacji dokującej

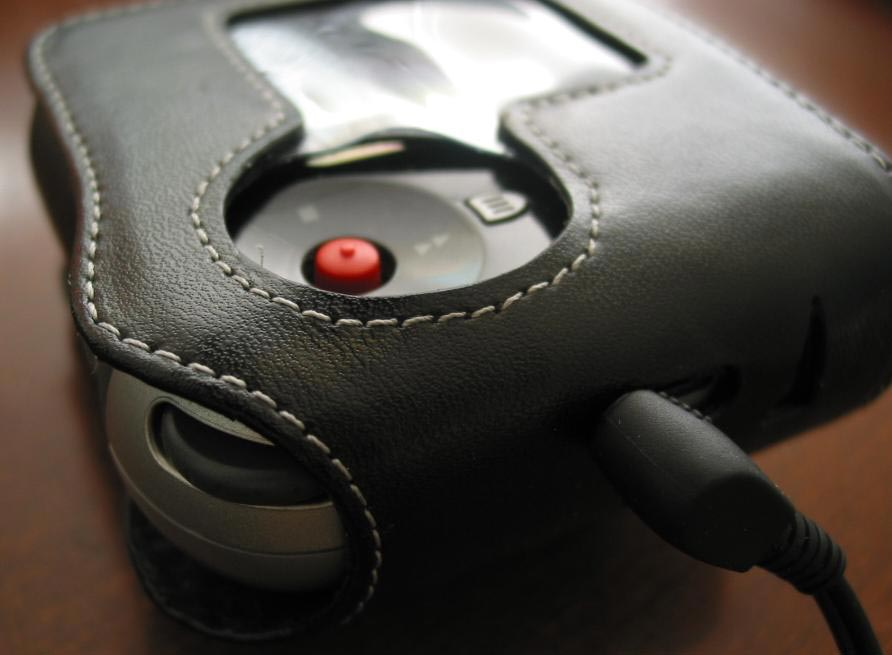
Rio Karma

Riō (pisane także dla uproszczenia Rio) – marka przenośnych odtwarzaczy audio stworzona przez firmę Diamond Multimedia. Marka stała się sławna dzięki Rio PMP300 zwanemu "Diamond Rio", pierwszemu odtwarzaczowi mp3 który odniósł komercyjny sukces, oraz procesowi wytoczonemu firmie przez RIAA. Produkcję odtwarzaczy rozpoczęto w roku 1998, następnie w roku 1999 po połączeniu z firmą S3 Graphics kontynuowano jako SONICblue. 21 marca 2003 roku firma SONICblue ogłosiła upadłość i marka Riō została sprzedana japońskiej korporacji D&M Holdings, gdzie były produkowane dalej przez Digital Networks North America. Latem roku 2005 – decyzją zarządu – ostatecznie zakończono produkcję odtwarzaczy Riō.

## Produkty
- Rio PMP300
- Rio One
- Rio 500
- Rio 600
- Rio 800
- Rio 900
- Rio Car (Empeg Car)
- Rio S10
- Rio S30S
- Rio S35S
- Rio S50
- Rio Riot
- Rio Karma
- Rio Nitru
- Rio Eigen
- Rio Carbon
- Rio ce2100
- Rio ce2110
- Rio Chiba
- Rio Forge
- Rio se510
- Rio Cali (Sport)
- Rio Fuse
- RioVolt SP50
- RioVolt SP60
- RioVolt SP65
- RioVolt SP90
- RioVolt SP100
- RioVolt SP150
- RioVolt SP250
- RioVolt SP350

Rio USA (Home Audio)
- Rio HT-2030
- Rio Central (HSX-109)
- Rio EX-1000
- Rio Receiver

Rio Japan
- Rio DR30 (OEM BeatSounds EVR150)
- Rio SU10 (OEM A-MAX Technology PA30A)
- Rio SU30 (OEM i-BEAD i-BEAD100)
- Rio SU35 (OEM AVC Technology Si-100)
- Rio SU40 (OEM i-BEAD i-BEAD200)
- Rio SU70 (OEM M-CODY MX-100)
- Rio Unite 130 (OEM M-CODY MX-250)
- Rio SU15-KJ (OEM AVC Technology)
- Rio Si-200C (OEM AVC Technology)
- Rio Si-300C (OEM AVC Technology)
- Rio LIVE air
- Rio LIVE mini
- Rio LIVE gear (OEM Foster)

Rio modele OEM
- Nike PSA Play 60
- Nike PSA Play 120
- ESA S11
- Motorola M25
- Motorola M500
- Dell Digital Audio Receiver

### Riō Karma (Rio Karma)
Był to pierwszy odtwarzacz, który obsługiwał formaty OGG Vorbis i FLAC. Jest to również jedyny odtwarzacz nie dodający przerw między utworami (gapless playback) i pozwalający na płynne przechodzenie utworu w kolejny (crossfade).
| Riō Karma | |
| Pojemność | 20GB |
| Odtwarza  | MP3, WMA, OGG, FLAC |
| Cechy     | gapless playback, crossfade pięciopasmowy equalizer parametryczny dynamiczne playlisty (Rio DJ) line-out i LAN przez stację dokującą wbudowany akumulatorek (15h odtwarzania) |

## Dostępność
Nie da się już kupić nowych egzemplarzy odtwarzaczy Riō, jakkolwiek wciąż są one dostępne na Allegro bądź eBay. Zwykle są to odtwarzacze "refurbished" (odnawiane), sprzedawane z 90-dniową gwarancją rozruchową.